# Fahilebo
Fahilebo (Fahilebu) ist ein osttimoresischer Suco im Verwaltungsamt Bazartete (Gemeinde Liquiçá).

## Geographie
Der Suco liegt im Süden des Verwaltungsamts. Westlich liegt der Suco Leorema, nordwestlich der Suco Fatumasi, nördlich der Suco Motaulun und östlich der Suco Ulmera. Im Süden grenzt Fahilebo an das zur Gemeinde Ermera gehörende Verwaltungsamt Railaco mit seinem Suco Liho. Die südliche Grenze bildet der Fluss Ermela, der an der Grenze zu Ermera seinen Namen ändert in Anggou und ein Quellfluss des Comoro ist. Im Grenzgebiet zu Fatumasi entspringt der Failebo, der nach Norden entlang der Grenze abfließt. Der Suco Fahilebo hat eine Fläche von 20,00 km² und teilt sich in die drei Aldeias Fatuneso, Tuhilo Craic (Tuhilu Craic, „Unter-Tuhilu“) und Tuhilo Leten (Tuhilu Leten, „Ober-Tuhilu“).
Im Nordwesten liegt das Dorf Tuhilo Craic, im Südwesten das Dorf Tuhilo Leten und nah dem Zentrum Suco das Dorf Fatuneso. In Fatuneso befinden sich der Sitz des Sucos, eine Grundschule, ein provisorischer Hubschrauberlandeplatz und ein Hospital sowie das „Haus der Riten“ (Uma Lisan) von Ligime.
Zu den Parlamentswahlen in Osttimor 2007 fehlten noch größere Straßen, die den Suco an die Außenwelt anschließen. So mussten die Wahlurnen mit Pferden und Trägern zum Wahllokal in der Grundschule gebracht und wieder abgeholt werden.

## Einwohner
In Fahilebo leben 1.792 Einwohner (2022), davon sind 954 Männer und 838 Frauen. Im Suco gibt es 282 Haushalte. Über 87 % der Einwohner geben Mambai als ihre Muttersprache an. Über 9 % sprechen Tetum Prasa, Minderheiten Tetum Terik, Idalaka, Isní, Sa’ane und Tokodede. Bei den Wahlen 2016 gewann Marcelino da Cruz.

## Politik
Bei den Wahlen von 2004/2005 wurde Felismino Babo dos Santos zum Chefe de Suco gewählt und 2009 in seinem Amt bestätigt. 2016 gewann Marcelino da Cruz und 2023 Agostinho da Cruz.